# Mychajlo Mudryk
Mychajlo Petrovyč Mudryk (in ucraino Михайло Петрович Мудрик?; Krasnohrad, 5 gennaio 2001) è un calciatore ucraino, attaccante del Chelsea e della nazionale ucraina.

## Caratteristiche tecniche
Indicato come uno dei maggiori prospetti del calcio ucraino, è un'ala sinistra in grado di giocare su entrambe le fasce, da trequartista o falso nueve. È un calciatore agile nei movimenti, veloce, tecnico, che predilige inserirsi in profondità partendo da sinistra, in modo da convergere al centro e tentare la conclusione con il destro.

## Carriera

### Club

#### Inizi e Šachtar
Muove i suoi primi passi nelle 
giovanili del Metalist, dove resta tre anni prima di passare al Dnipro nel 2014. Due anni dopo entra nel settore giovanile dello Šachtar che nel 2018 lo aggrega alla prima squadra. Esordisce tra i professionisti il 31 ottobre 2018 contro l'Olimpik Donec'k in Coppa d'Ucraina, subentrando al 69' al posto di Júnior Moraes.
Con l'arrivo di Roberto De Zerbi sulla panchina dello Šachtar riesce a trovare continuità di impiego, rendendosi autore di ottime prestazioni. Il 25 agosto 2021 esordisce nelle competizioni europee contro il Monaco (2-2), incontro preliminare valido per l'accesso alla fase a gironi di UEFA Champions League, subentrando all'82' al posto di Manor Solomon. Termina la stagione – conclusa in anticipo a causa dell'invasione russa dell'Ucraina – con 19 presenze e 2 reti complessive.
Mette a segno la sua prima rete in Champions League il 6 settembre 2022 sul campo del RB Lipsia, servendo anche due assist. L'incontro terminerà 4-1 per gli ucraini. Conclude il girone di andata con 10 reti e 8 assist in 18 presenze, attirando l'attenzione dei maggiori club europei.

#### Chelsea
Il 15 gennaio 2023 si trasferisce al Chelsea, con cui sigla un contratto di otto anni e mezzo, in cambio di 70 milioni di euro più altri 30 di bonus (record per il calcio ucraino). In seguito all'esito positivo dell'operazione di mercato, il presidente dello Šachtar, l'imprenditore Rinat Achmetov, afferma di voler destinare parte del ricavo della cessione del giocatore - circa 23 milioni di euro - all'istituzione del fondo Heart of Azovstal, volto a offrire sostegni finanziari e sanitari alle famiglie dei soldati ucraini coinvolti nella battaglia di Mariupol' durante l'invasione russa dell'Ucraina del 2022.
Segna il suo primo gol in Premier League con i blues solamente il 2 ottobre dello stesso anno nella vittoria esterna contro il Fulham (0-2).

### Nazionale
Esordisce in nazionale maggiore il 1º giugno 2022, subentrando al posto di Viktor Cyhankov al 72º minuto dell'incontro con la Scozia, valido per le qualificazioni al campionato del mondo 2022.
Il 17 ottobre 2023, realizza la sua prima rete in nazionale maggiore nella vittoria per 1-3 in casa di Malta.
Il 25 marzo 2024, durante l'incontro di spareggio delle qualificazioni al campionato d'Europa 2024 contro l'Islanda, segna la rete della vittoria finale per 2-1, consentendo all'Ucraina di qualificarsi alla fase finale del torneo.

## Statistiche

### Presenze e reti nei club
Statistiche aggiornate al 28 novembre 2024.
| Stagione        | Squadra         | Campionato      | Campionato | Campionato | Coppe nazionali | Coppe nazionali | Coppe nazionali | Coppe continentali | Coppe continentali | Coppe continentali | Altre coppe | Altre coppe | Altre coppe | Totale | Totale |
| Stagione        | Squadra         | Comp            | Pres       | Reti       | Comp            | Pres            | Reti            | Comp               | Pres               | Reti               | Comp        | Pres        | Reti        | Pres   | Reti   |
| --------------- | --------------- | --------------- | ---------- | ---------- | --------------- | --------------- | --------------- | ------------------ | ------------------ | ------------------ | ----------- | ----------- | ----------- | ------ | ------ |
| 2018-gen. 2019  | Šachtar         | PL              | 0          | 0          | KU              | 1               | 0               | UCL                | 0                  | 0                  | -           | -           | -           | 1      | 0      |
| gen.-giu. 2019  | Arsenal Kiev    | PL              | 10         | 0          | KU              | -               | -               | -                  | -                  | -                  | -           | -           | -           | 10     | 0      |
| 2019-2020       | Šachtar         | PL              | 3          | 0          | KU              | 0               | 0               | UCL+UEL            | 0                  | 0                  | SU          | -           | -           | 3      | 0      |
| 2020-gen. 2021  | Desna Cernihiv  | PL              | 10         | 0          | KU              | 1               | 0               | -                  | -                  | -                  | -           | -           | -           | 11     | 0      |
| gen.-giu. 2021  | Šachtar         | PL              | 3          | 0          | KU              | 0               | 0               | UEL                | 0                  | 0                  | -           | -           | -           | 3      | 0      |
| 2021-2022       | Šachtar         | PL              | 11         | 2          | KU              | 1               | 0               | UCL                | 7                  | 0                  | SU          | 0           | 0           | 19     | 2      |
| 2022-gen. 2023  | Šachtar         | PL              | 12         | 7          | -               | -               | -               | UCL                | 6                  | 3                  | -           | -           | -           | 18     | 10     |
| Totale Shakhtar | Totale Shakhtar | Totale Shakhtar | 29         | 9          |                 | 2               | 0               |                    | 13                 | 3                  |             | -           | -           | 44     | 12     |
| gen.-giu. 2023  | Chelsea         | PL              | 15         | 0          | FACup+CdL       | -               | -               | UCL                | 2                  | 0                  | -           | -           | -           | 17     | 0      |
| 2023-2024       | Chelsea         | PL              | 31         | 5          | FACup+CdL       | 5+5             | 1+1             | -                  | -                  | -                  | -           | -           | -           | 41     | 7      |
| 2024-2025       | Chelsea         | PL              | 7          | 0          | FACup+CdL       | 0+2             | 0               | UECL               | 6                  | 3                  | -           | -           | -           | 15     | 3      |
| Totale Chelsea  | Totale Chelsea  | Totale Chelsea  | 53         | 5          |                 | 12              | 2               |                    | 8                  | 3                  |             | -           | -           | 73     | 10     |
| Totale carriera | Totale carriera | Totale carriera | 102        | 14         |                 | 15              | 2               |                    | 21                 | 6                  |             | -           | -           | 138    | 22     |

### Cronologia presenze e reti in nazionale
| Cronologia completa delle presenze e delle reti in nazionale ― Ucraina | Cronologia completa delle presenze e delle reti in nazionale ― Ucraina | Cronologia completa delle presenze e delle reti in nazionale ― Ucraina | Cronologia completa delle presenze e delle reti in nazionale ― Ucraina | Cronologia completa delle presenze e delle reti in nazionale ― Ucraina | Cronologia completa delle presenze e delle reti in nazionale ― Ucraina | Cronologia completa delle presenze e delle reti in nazionale ― Ucraina | Cronologia completa delle presenze e delle reti in nazionale ― Ucraina |
| Data                                                                   | Città                                                                  | In casa                                                                | Risultato                                                              | Ospiti                                                                 | Competizione                                                           | Reti                                                                   | Note                                                                   |
| ---------------------------------------------------------------------- | ---------------------------------------------------------------------- | ---------------------------------------------------------------------- | ---------------------------------------------------------------------- | ---------------------------------------------------------------------- | ---------------------------------------------------------------------- | ---------------------------------------------------------------------- | ---------------------------------------------------------------------- |
| 1-6-2022                                                               | Glasgow                                                                | Scozia                                                                 | 1 – 3                                                                  | Ucraina                                                                | Qual. Mondiali 2022                                                    | -                                                                      | 72’                                                                    |
| 5-6-2022                                                               | Cardiff                                                                | Galles                                                                 | 1 – 0                                                                  | Ucraina                                                                | Qual. Mondiali 2022                                                    | -                                                                      | 77’ 90+4’                                                              |
| 8-6-2022                                                               | Dublino                                                                | Irlanda                                                                | 0 – 1                                                                  | Ucraina                                                                | UEFA Nations League 2022-2023 - 1º turno                               | -                                                                      | 72’                                                                    |
| 11-6-2022                                                              | Łódź                                                                   | Ucraina                                                                | 3 – 0                                                                  | Armenia                                                                | UEFA Nations League 2022-2023 - 1º turno                               | -                                                                      | 78’                                                                    |
| 14-6-2022                                                              | Łódź                                                                   | Ucraina                                                                | 1 – 1                                                                  | Irlanda                                                                | UEFA Nations League 2022-2023 - 1º turno                               | -                                                                      | 28’                                                                    |
| 21-9-2022                                                              | Glasgow                                                                | Scozia                                                                 | 3 – 0                                                                  | Ucraina                                                                | UEFA Nations League 2022-2023 - 1º turno                               | -                                                                      | 84’                                                                    |
| 24-9-2022                                                              | Erevan                                                                 | Armenia                                                                | 0 – 5                                                                  | Ucraina                                                                | UEFA Nations League 2022-2023 - 1º turno                               | -                                                                      | 71’                                                                    |
| 27-9-2022                                                              | Cracovia                                                               | Ucraina                                                                | 0 – 0                                                                  | Scozia                                                                 | UEFA Nations League 2022-2023 - 1º turno                               | -                                                                      | 16’ 75’                                                                |
| 26-3-2023                                                              | Londra                                                                 | Inghilterra                                                            | 2 – 0                                                                  | Ucraina                                                                | Qual. Euro 2024                                                        | -                                                                      | 61’                                                                    |
| 12-6-2023                                                              | Brema                                                                  | Germania                                                               | 3 – 3                                                                  | Ucraina                                                                | Amichevole                                                             | -                                                                      | 78’                                                                    |
| 16-6-2023                                                              | Skopje                                                                 | Macedonia del Nord                                                     | 2 – 3                                                                  | Ucraina                                                                | Qual. Euro 2024                                                        | -                                                                      | 90’                                                                    |
| 9-9-2023                                                               | Breslavia                                                              | Ucraina                                                                | 1 – 1                                                                  | Inghilterra                                                            | Qual. Euro 2024                                                        | -                                                                      | 90’                                                                    |
| 12-9-2023                                                              | Milano                                                                 | Italia                                                                 | 2 – 1                                                                  | Ucraina                                                                | Qual. Euro 2024                                                        | -                                                                      | 58’                                                                    |
| 14-10-2023                                                             | Praga                                                                  | Ucraina                                                                | 2 – 0                                                                  | Macedonia del Nord                                                     | Qual. Euro 2024                                                        | -                                                                      | 87’                                                                    |
| 17-10-2023                                                             | Ta' Qali                                                               | Malta                                                                  | 1 – 3                                                                  | Ucraina                                                                | Qual. Euro 2024                                                        | 1                                                                      |                                                                        |
| 20-11-2023                                                             | Leverkusen                                                             | Ucraina                                                                | 0 – 0                                                                  | Italia                                                                 | Qual. Euro 2024                                                        | -                                                                      |                                                                        |
| 21-3-2024                                                              | Zenica                                                                 | Bosnia ed Erzegovina                                                   | 1 – 2                                                                  | Ucraina                                                                | Qual. Euro 2024                                                        | -                                                                      |                                                                        |
| 26-3-2024                                                              | Breslavia                                                              | Ucraina                                                                | 2 – 1                                                                  | Islanda                                                                | Qual. Euro 2024                                                        | 1                                                                      |                                                                        |
| 3-6-2024                                                               | Norimberga                                                             | Germania                                                               | 0 – 0                                                                  | Ucraina                                                                | Amichevole                                                             | -                                                                      | 65’                                                                    |
| 7-6-2024                                                               | Varsavia                                                               | Polonia                                                                | 3 – 1                                                                  | Ucraina                                                                | Amichevole                                                             | -                                                                      | 70’                                                                    |
| 11-6-2024                                                              | Chișinău                                                               | Moldavia                                                               | 0 – 4                                                                  | Ucraina                                                                | Amichevole                                                             | -                                                                      | 69’                                                                    |
| 17-6-2024                                                              | Monaco di Baviera                                                      | Romania                                                                | 3 – 0                                                                  | Ucraina                                                                | Euro 2024 - 1º turno                                                   | -                                                                      |                                                                        |
| 21-6-2024                                                              | Düsseldorf                                                             | Slovacchia                                                             | 1 – 2                                                                  | Ucraina                                                                | Euro 2024 - 1º turno                                                   | -                                                                      | 85’                                                                    |
| 10-9-2024                                                              | Praga                                                                  | Rep. Ceca                                                              | 3 – 2                                                                  | Ucraina                                                                | UEFA Nations League 2024-2025 - 1º turno                               | -                                                                      |                                                                        |
| 11-10-2024                                                             | Poznań                                                                 | Ucraina                                                                | 1 – 0                                                                  | Georgia                                                                | UEFA Nations League 2024-2025 - 1º turno                               | 1                                                                      | 85’                                                                    |
| 14-10-2024                                                             | Breslavia                                                              | Ucraina                                                                | 1 – 1                                                                  | Rep. Ceca                                                              | UEFA Nations League 2024-2025 - 1º turno                               | -                                                                      |                                                                        |
| 16-11-2024                                                             | Batumi                                                                 | Georgia                                                                | 1 – 1                                                                  | Ucraina                                                                | UEFA Nations League 2024-2025 - 1º turno                               | -                                                                      | 84’                                                                    |
| 19-11-2024                                                             | Tirana                                                                 | Albania                                                                | 1 – 2                                                                  | Ucraina                                                                | UEFA Nations League 2024-2025 - 1º turno                               | -                                                                      | 85’                                                                    |
| Totale                                                                 |                                                                        | Presenze                                                               | 28                                                                     |                                                                        | Reti                                                                   | 3                                                                      |                                                                        |

## Palmarès

### Club

#### Competizioni nazionali
- Campionato ucraino: 2

Shakhtar: 2019-2020, 2022-2023
- Supercoppa d'Ucraina: 1

Šachtar: 2021

#### Competizioni internazionali
- UEFA Conference League: 1

Chelsea: 2024-2025
- Coppa del mondo per club: 1

Chelsea: 2025

### Individuale
- Calciatore ucraino dell'anno: 1

2022